# サヴォーナ
サヴォーナ（イタリア語: Savona ( 音声ファイル)）は、イタリア共和国リグーリア州中部にある都市で、その周辺地域を含む人口約6万1000人の基礎自治体（コムーネ）。サヴォーナ県の県都である。
リグリア海（地中海）に面した港湾都市である。

## 名称
Savona は [saˈvona] と発音される。日本語文献では「サヴォーナ」のほか、「サボナ」、「サボーナ」などとも表記される。
標準イタリア語以外では以下の名称を持つ。
- リグリア語: Sann-a [ˈsaŋːa]

## 地理

### 位置・広がり
サヴォーナはリグーリア海岸の中部、サヴォーナ県北東部に位置するコムーネである。州都ジェノヴァの西南西約40km、サンレーモの北東約75km、クーネオの東南東約75km、トリノの南東約106km、ニースの東北東約117kmに位置している。

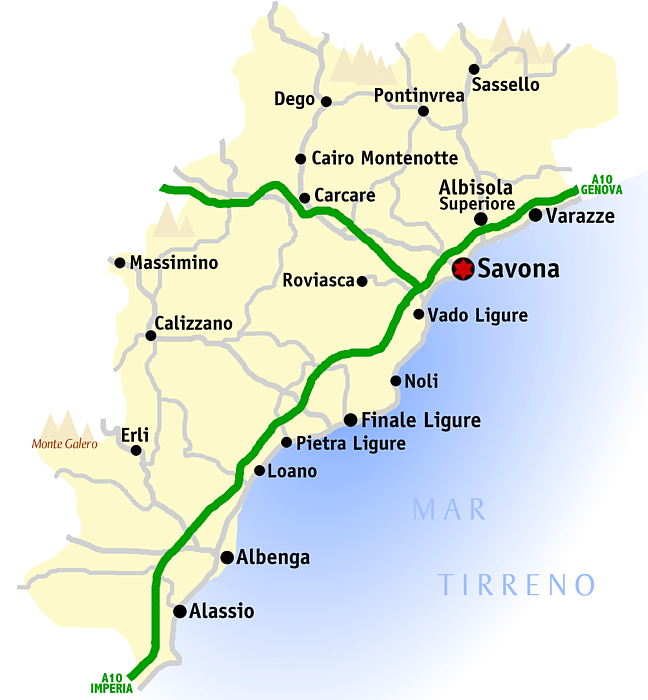
サヴォーナ県概略図

#### 隣接コムーネ
隣接するコムーネは以下の通り。
- アルビッソラ・マリーナ
- アルビソーラ・スペリオーレ
- アルターレ
- カイロ・モンテノッテ
- クイリアーノ
- ヴァード・リーグレ

### 地勢
南はリグリア海に臨み、北にリグリア・アルプスを望む。

## 行政

### 分離集落
サヴォーナには、以下の分離集落（フラツィオーネ）がある。
- Bosco delle Ninfe, Ciantagalletto, Ciatti, Cimavalle, Conca Verde, Galleria Ranco, Madonna del Monte, Marmorassi, Maschio, Montemoro, Naso di Gatto, San Bartolomeo al Bosco, San Bernardo in Valle, Santuario di Savona, Strà, Zinola, Legino e Lavagnola.

## 文化・観光

### イベント
- 聖金曜日：2年ごとに町の通りで、壮大な行列がつくられる。
- カーニバル：開催期間中の一般的な服装は、Cicciulinである。
- コンフォーコ：クリスマス前の最終日曜日に行われ、Sisto IV広場では、大きな火がつけられる。

## 自然・環境

### 気候
サヴォーナの気候は、地中海性気候（Csa）である。
年間の平均気温は、昼間が約19 °C (66 °F)、夜間が12 °C (54 °F)である。最も寒い月は、1月、2月及び12月で、平均気温は昼間が11 °C (52 °F)、夜間が5 °C (41 °F)である。また、最も暑い月は、7月と8月であり、平均気温は昼間が28 °C (82 °F)、夜間が20 °C (68 °F)である。一般的に、夏季は5/6月から9/10月までのおよそ4ヶ月から6ヶ月間続く。最高気温と最低気温の温度差は、平均しておよそ7 °C (45 °F)である。夏は乾燥しており、雨は主として秋に多い。日照時間は、夏季が平均9時間、冬季が平均4時間であり、年間の日照時間の合計は、2,097以上にもなる。
| サヴォーナの気候       | サヴォーナの気候 | サヴォーナの気候 | サヴォーナの気候 | サヴォーナの気候 | サヴォーナの気候 | サヴォーナの気候 | サヴォーナの気候 | サヴォーナの気候 | サヴォーナの気候 | サヴォーナの気候 | サヴォーナの気候 | サヴォーナの気候 | サヴォーナの気候 |
| 月                     | 1月              | 2月              | 3月              | 4月              | 5月              | 6月              | 7月              | 8月              | 9月              | 10月             | 11月             | 12月             | 年               |
| ---------------------- | ---------------- | ---------------- | ---------------- | ---------------- | ---------------- | ---------------- | ---------------- | ---------------- | ---------------- | ---------------- | ---------------- | ---------------- | ---------------- |
| 平均最高気温 °C （°F） | 10.3 (50.5)      | 11.6 (52.9)      | 14.2 (57.6)      | 17.6 (63.7)      | 20.9 (69.6)      | 25 (77.0)        | 28 (82.4)        | 27.8 (82.0)      | 24.7 (76.5)      | 20.1 (68.2)      | 14.7 (58.5)      | 11.6 (52.9)      | 18.9 (66.0)      |
| 平均最低気温 °C （°F） | 4.6 (40.3)       | 5.2 (41.4)       | 7.6 (45.7)       | 10.5 (50.9)      | 13.8 (56.8)      | 17.3 (63.1)      | 20.1 (68.2)      | 20 (68.0)        | 17.6 (63.7)      | 13.5 (56.3)      | 8.6 (47.5)       | 5.8 (42.4)       | 12.1 (53.7)      |
| 降水量 mm （inch）     | 74 (2.9)         | 79 (3.1)         | 94 (3.7)         | 66 (2.6)         | 71 (2.8)         | 41 (1.6)         | 20 (.8)          | 48 (1.9)         | 71 (2.8)         | 107 (4.2)        | 97 (3.8)         | 61 (2.4)         | 828 (32.6)       |
| 出典：Enea             |                  |                  |                  |                  |                  |                  |                  |                  |                  |                  |                  |                  |                  |

### 地震分類
イタリアの地震リスク階級 (it) では、3 に分類される
。

## 姉妹都市
- フィリンゲン＝シュヴェニンゲン（英語版）（ドイツ）
- サオナ島（英語版）（ドミニカ共和国）

## 人物

### 著名な出身者
- ガブリエッロ・キアブレーラ　（詩人）
- クリスティアン・パヌッチ　（サッカー選手）
- ステファン・エル・シャーラウィ （サッカー選手）